# Ozarba toxotis
Ozarba toxotis là một loài bướm đêm trong họ Noctuidae.